# Bisons de Buffalo (IL)
Pour les articles homonymes, voir Bisons de Buffalo (homonymie).
Les Bisons de Buffalo (en anglais : Buffalo Bisons) sont une équipe de ligue mineure de baseball basée à Buffalo, New York. Affiliés aux Blue Jays de Toronto de la Ligue majeure de baseball, les Bisons jouent au niveau Triple-A dans la Ligue internationale. Fondée en 1979 par transfert d'une formation de Jersey City, l'équipe évolue depuis 1988 au stade Coca-Cola Field (16 600 places).

## Histoire
La franchise actuelle des Bisons de Buffalo est créée en 1979. Après six saisons dans l’Eastern League, les Bisons rejoignent les rangs du Triple-A en 1985 en étant admis dans l’Association américaine. Après la cessation d'activité de l'Association américaine, Buffalo se joint à la Ligue internationaleen 1998.
Le site Web officiel des Bisons de Buffalo propose un historique faisant l'amalgame entre les différentes formations de baseball ayant porté le nom de Bisons de Buffalo dans le passé. Il convient toutefois de bien séparer les différents clubs homonymes :
- Bisons de Buffalo (Ligue nationale) ;
- Bisons de Buffalo (Players League) ;
- Bisons de Buffalo (Ligue internationale) avant de devenir les Bisons de Montréal en 1970.

La franchise est successivement associée aux franchises de la MLB des Pirates de Pittsburgh (1979–1982, 1988–1994), des Indians de Cleveland (1983–1984, 1987, 1995–2008) et des White Sox de Chicago (1985–1986) avant de se joindre à l'organisation des Mets de New York en 2009.

## Palmarès
- Champion de la Ligue internationale (AAA) : 1998 et 2004
- Champion de l'Association américaine (AAA) : 1997 et 1998
- Vice-champion de la Ligue internationale (AAA) : 2002
- Vice-champion de l'Association américaine (AAA) : 1991, 1992 et 1995

## Saison par saison
| Saisons | Ligue                        | Vic. | Déf. | % vic. | Place                                                         | Play-offs | Manager                                      |
| ------- | ---------------------------- | ---- | ---- | ------ | ------------------------------------------------------------- | --------- | -------------------------------------------- |
| 1979    | Eastern League (AA)          | 72   | 67   | .518   | 4e                                                            |           | Steve Demeter                                |
| 1980    | Eastern League (AA)          | 67   | 70   | .578   | 1re demi-saison : 1er Div. Nord 2e demi-saison : 3e Div. Nord | 1er tour  | Steve Demeter                                |
| 1981    | Eastern League (AA)          | 56   | 81   | .409   | 1re demi-saison : 4e Div. Nord 2e demi-saison : 2e Div. Nord  |           | John Upon                                    |
| 1982    | Eastern League (AA)          | 55   | 84   | .396   | 1re demi-saison : 4e Div. Nord 2e demi-saison : 4e Div. Nord  |           | Tommy Sandt                                  |
| 1983    | Eastern League (AA)          | 74   | 65   | .532   | 2e Div. Est                                                   | 1er tour  | Al Gallagher                                 |
| 1984    | Eastern League (AA)          | 72   | 67   | .518   | 5e Div. Est                                                   |           | Jack Aker                                    |
| 1985    | Association américaine (AAA) | 66   | 76   | N/A    | 7e                                                            |           | John Boles                                   |
| 1986    | Association américaine (AAA) | 71   | 71   | .500   | 5e                                                            |           | Jim Marshall                                 |
| 1987    | Association américaine (AAA) | 66   | 74   | N/A    | 5e                                                            |           | Orlando Gomez (13-28), Steve Swisher (53-46) |
| 1988    | Association américaine (AAA) | 72   | 70   | N/A    | 6e                                                            |           | Rocky Bridges                                |
| 1989    | Association américaine (AAA) | 80   | 62   | N/A    | 2e                                                            |           | Terry Collins                                |
| 1990    | Association américaine (AAA) | 85   | 62   | .578   | 2e Div. Est                                                   | 1er tour  | Terry Collins                                |
| 1991    | Association américaine (AAA) | 81   | 62   | .566   | 1er Div. Est                                                  | Finaliste | Terry Collins                                |
| 1992    | Association américaine (AAA) | 87   | 57   | .604   | 1er Div. Est                                                  | Finaliste | Marc Bombard                                 |
| 1993    | Association américaine (AAA) | 71   | 73   | .493   | 2e Div. Est                                                   |           | Doc Edwards                                  |
| 1994    | Association américaine (AAA) | 55   | 89   | .382   | 8e                                                            |           | Doc Edwards                                  |
| 1995    | Association américaine (AAA) | 82   | 62   | .569   | 2e                                                            | Finaliste | Brian Graham                                 |
| 1996    | Association américaine (AAA) | 84   | 60   | .583   | 1er                                                           | 1er tour  | Brian Graham                                 |
| 1997    | Association américaine (AAA) | 87   | 57   | .604   | 1er                                                           | Champion  | Brian Graham                                 |
| 1998    | Ligue internationale (AAA)   | 81   | 62   | .566   | 1er Div. Nord                                                 | Champion  | Jeff Datz                                    |
| 1999    | Ligue internationale (AAA)   | 72   | 72   | .500   | 4e Div. Nord                                                  |           | Jeff Datz                                    |
| 2000    | Ligue internationale (AAA)   | 86   | 59   | .593   | 1er Div. Nord                                                 | 1er tour  | Joel Skinner                                 |
| 2001    | Ligue internationale (AAA)   | 91   | 51   | .641   | 1er Div. Nord                                                 | 1er tour  | Eric Wedge                                   |
| 2002    | Ligue internationale (AAA)   | 84   | 54   | .609   | 2e Div. Nord                                                  | Finaliste | Eric Wedge                                   |
| 2003    | Ligue internationale (AAA)   | 73   | 70   | .510   | 3e Div. Nord                                                  |           | Marty Brown                                  |
| 2004    | Ligue internationale (AAA)   | 83   | 61   | .576   | 1er Div. Nord                                                 | Champion  | Marty Brown                                  |
| 2005    | Ligue internationale (AAA)   | 82   | 62   | .569   | 1er Div. Nord                                                 | 1er tour  | Marty Brown                                  |
| 2006    | Ligue internationale (AAA)   | 73   | 68   | .518   | 3e Div. Nord                                                  |           | Torey Lovullo                                |
| 2007    | Ligue internationale (AAA)   | 75   | 67   | .563   | 3e Div. Nord                                                  |           | Torey Lovullo                                |
| 2008    | Ligue internationale (AAA)   | 66   | 77   | .462   | 5e Div. Nord                                                  |           | Torey Lovullo                                |
| 2009    | Ligue internationale (AAA)   | 56   | 87   | .392   | 6e Div. Nord                                                  |           | Ken Oberkfell                                |
| 2010    | Ligue internationale (AAA)   | 76   | 68   | .528   | 3e Div. Nord                                                  |           | Ken Oberkfell                                |
| 2011    | Ligue internationale (AAA)   | 61   | 82   | .427   | 5e Div. Nord                                                  |           | Tim Teufel                                   |
| 2012    | Ligue internationale (AAA)   | 67   | 76   | .469   | 6e Div. Nord                                                  |           | Wally Backman                                |
| 2013    | Ligue internationale (AAA)   | 74   | 70   | .514   | 3e Div. Nord                                                  |           | Marty Brown                                  |
| 2014    | Ligue internationale (AAA)   | 77   | 66   | .538   | 3e Div. Nord                                                  |           | Gary Allenson                                |
| 2015    | Ligue internationale (AAA)   | 68   | 76   | .472   | 3e Div. Nord                                                  |           | Gary Allenson                                |
| 2016    | Ligue internationale (AAA)   | 66   | 78   | .458   | 5e Div. Nord                                                  |           | Gary Allenson                                |
| 2017    | Ligue internationale (AAA)   | 65   | 76   | .461   | 5e Div. Nord                                                  |           | Bob Meacham                                  |

En 2007, les Bisons ont rassemblé 572 635 spectateurs au stade, soit 8065 de moyenne par match (6e dans la Ligue internationale).

### Managers
Le tableau suivant présente la liste des managers du club depuis 1979.
| #  | Entraîneur                    | Période   | Saison régulière | Saison régulière | Saison régulière | Saison régulière | Playoffs | Playoffs | Playoffs | Playoffs | Récompenses                 |
| #  | Entraîneur                    | Période   | M                | V                | D                | %                | M        | V        | D        | %        | Récompenses                 |
| -- | ----------------------------- | --------- | ---------------- | ---------------- | ---------------- | ---------------- | -------- | -------- | -------- | -------- | --------------------------- |
| 1  | Steve Demeter                 | 1979-1980 | 276              | 139              | 137              | .504             | 2        | 0        | 2        | .000     | -                           |
| 2  | Johnny Lipon                  | 1981      | 137              | 56               | 81               | .409             | -        | -        | -        | -        | -                           |
| 3  | Tommy Sandt                   | 1982      | 139              | 55               | 84               | .396             | -        | -        | -        | -        | -                           |
| 4  | Al Gallagher                  | 1983      | 139              | 74               | 65               | .532             | 2        | 0        | 2        | .000     | -                           |
| 5  | Jack Aker                     | 1984      | 139              | 72               | 67               | .518             | -        | -        | -        | -        | -                           |
| 6  | John Boles                    | 1985      | 142              | 66               | 76               | .465             | -        | -        | -        | -        | -                           |
| 7  | Jim Marshall                  | 1986      | 142              | 71               | 71               | .500             | -        | -        | -        | -        | -                           |
| 8  | Orlando Gómez & Steve Swisher | 1987      | 142              | 66               | 74               | .471             | -        | -        | -        | -        | -                           |
| 10 | Rocky Bridges                 | 1988      | 142              | 72               | 70               | .507             | -        | -        | -        | -        | -                           |
| 11 | Terry Collins                 | 1989-1991 | 432              | 246              | 186              | .569             | 6        | 2        | 4        | .333     | -                           |
| 12 | Marc Bombard                  | 1992      | 144              | 87               | 57               | .604             | 4        | 0        | 4        | .000     | -                           |
| 13 | Doc Edwards                   | 1993-1994 | 288              | 126              | 162              | .438             | -        | -        | -        | -        | -                           |
| 14 | Brian Graham                  | 1995-1997 | 436              | 257              | 179              | .589             | 22       | 13       | 9        | .591     | Champion de la Ligue (1997) |
| 15 | Jeff Datz                     | 1998-1999 | 287              | 153              | 134              | .533             | 12       | 7        | 5        | .583     | Champion de la Ligue (1998) |
| 16 | Joel Skinner                  | 2000      | 145              | 86               | 59               | .593             | 5        | 2        | 3        | .400     | -                           |
| 17 | Eric Wedge                    | 2001-2002 | 280              | 175              | 105              | .625             | 13       | 5        | 8        | .385     | -                           |
| 18 | Marty Brown                   | 2003-2005 | 431              | 238              | 193              | .552             | 14       | 8        | 6        | .571     | Champion de la Ligue (2004) |
| 19 | Torey Lovullo                 | 2006-2008 | 426              | 214              | 212              | .502             | -        | -        | -        | -        | -                           |
| 20 | Ken Oberkfell                 | 2009-2010 | 287              | 132              | 155              | .460             | -        | -        | -        | -        | -                           |
| 21 | Tim Teufel                    | 2011      | 143              | 61               | 82               | .427             | -        | -        | -        | -        | -                           |
| 22 | Wally Backman                 | 2012      | 143              | 67               | 76               | .469             | -        | -        | -        | -        | -                           |
| 23 | Marty Brown                   | 2013      | 144              | 74               | 70               | .514             | -        | -        | -        | -        | -                           |
| 24 | Gary Allenson                 | 2014-2016 | 431              | 211              | 220              | .490             | -        | -        | -        | -        | -                           |
| 25 | Bobby Meacham                 | 2017-2019 | 419              | 197              | 222              | .470             | -        | -        | -        | -        | -                           |
| 26 | Ken Huckaby                   | 2020      | 0                | 0                | 0                | .000             | -        | -        | -        | -        | -                           |
| 27 | Casey Candaele                | 2021-2022 |                  |                  |                  |                  |          |          |          |          | -                           |
| 28 | Jeff Ware                     | 2022      |                  |                  |                  |                  |          |          |          |          | -                           |